# Drepanocladus furcatus
Drepanocladus furcatus là một loài rêu trong họ Amblystegiaceae. Loài này được G. Roth & Bock mô tả khoa học đầu tiên năm 1908. Danh pháp khoa học của loài này chưa được làm sáng tỏ. 